# Бибеску, Марта
Княгиня Марта Бибеску, рум. Marta Bibescu, французский творческий псевдоним — Марта Бибеско, фр. Marthe Bibesco, урождённая Марта Лучия Лаховари, княжна Маврокордат, рум. Marta Lucia Lahovary (28 января 1886, Бухарест — 28 ноября 1973, Париж) — румынская и французская писательница, общественный деятель Румынии, владелица дворца Могошоая. На протяжении всей жизни вела дневники, составившие в итоге 65 томов.

## Биография и творчество
Из знатного княжеского рода Маврокордато, была лично знакома с представителями видных королевских династий. Кронпринц Вильгельм Прусский с момента их знакомства и в течение последующих 15 лет писал ей довольно пылкие письма. В 17 лет стала супругой первого румынского авиатора, князя Георге Валентина Бибеску.
Во время путешествий по Европе стала публиковать путевые заметки, которые привлекли внимание европейских читателей. Романы из жизни Румынии привлекли внимание крупнейших писателей Европы (Пруст, Рильке, Валери, Кокто, Макс Жакоб, Франсуа Мориак, Сент-Экзюпери и др.), многие из которых стали её знакомыми и друзьями.
Во время Второй мировой войны вела секретные переговоры, направленные на выход Румынии из войны. После занятия Бухареста советскими войсками покинула Румынию по дипломатическому паспорту. Жила в эмиграции, продолжила литературную карьеру. Дочь Валентина с мужем смогла покинуть Румынию в 1958 г.

## Признание
Лауреат нескольких французских литературных премий. В 1955 была избрана иностранным членом Королевской академии французского языка и литературы Бельгии.